# 名古屋笠寺ホテル
名古屋笠寺ホテル（なごやかさでらホテル）は、愛知県名古屋市南区前浜通にあるビジネスホテルである。隣接して同系列が運営する健康ランド「湯～とぴあ宝」がある。

## 概要
タクシー会社である宝交通とワシントンホテルの提携により、「笠寺ワシントンホテル」として開業した。
大型バスやトラックに対応した駐車場、インターネットのブロードバンドサービス、宿泊者無料レストランの「ボンジュール」がある。
また、併設する湯～とぴあ宝には大浴場・露天風呂・サウナがあり、宿泊者は無料で利用できる。
2019年（令和元年）5月30日付けで、ワシントンホテルとのフランチャイズ契約が満了し、名古屋笠寺ホテルへ名称を変更した。

## アクセス
鉄道
- JR東海道本線 笠寺駅より徒歩で約7分。

自動車
- 名古屋高速3号大高線 笠寺出入口より約5分。